# ناریتا یاسوسوئه
ناریتا یاسوسوئه (ژاپنی: 成田泰季؛ زادهٔ ۱ ژانویهٔ ۱۵۱۶- مرگ ۸ ژوئیهٔ ۱۵۹۰)، سامورایی سومین پسر ناریتا چیکایاسو و پدر ناریتا ناگاچیکا اهل ژاپن بود.